# Ключ 114
Ключ 114 (трад. и упр. 禸) — ключ Канси со значением «путь»; один из 23, состоящих из пяти штрихов.
В словаре Канси есть 12 символов (из 49 030), которые можно найти c этим радикалом.

## История
Древняя идеограмма изображала отпечаток лапы какого-то зверя или животного.
Самостоятельно иероглиф используется только в этом значении.
В качестве ключевого знака используется редко.
В словарях находится под номером 114.

## Примеры иероглифов
| Доп. штрихи | Иероглифы |
| ----------- | --------- |
| 0           | 禸        |
| 4           | 禹 禺     |
| 6           | 离        |
| 7           | 禼        |
| 8           | 禽        |

- Примечание: Ваш браузер может отображать иероглифы неправильно.

## Варианты написания
| Тайвань | Китай | Япония |
| ------- | ----- | ------ |
| 禸      | 禸    | 禸     |

- Примечание: Ваш браузер может отображать иероглифы неправильно.